# Sandtäckvävare
Sandtäckvävare (Centromerus prudens) är en spindelart som först beskrevs av O. Pickard-Cambridge 1873.  Sandtäckvävare ingår i släktet Centromerus och familjen täckvävarspindlar. Arten är reproducerande i Sverige. Utöver nominatformen finns också underarten C. p. electus.